# Isle of Man TT 1960
De Isle of Man TT 1960 was de tweede Grand Prix van het wereldkampioenschap wegrace-seizoen 1960. De races werden verreden van 13- tot en met 17 juni op het eiland Man. Opnieuw reden alle WK-klassen op Man, maar voor de 125cc-klasse en de 250cc-klasse was het de openingsrace van het seizoen. De korte Clypse Course, waar voorheen de lichte klassen en de zijspanklasse reden, werd losgelaten: alle klassen reden op de 60km-lange Snaefell Mountain Course.

## Algemeen
Nadat het Honda-team in 1959 met Naomi Taniguchi al bij haar eerste optreden een WK-punt had gescoord, kwam men nu met een groot team naar het eiland Man. Behalve de Japanners Moto Kitano, Sadao Shimazaki, Giichi Suzuki, Teisuke Tanaka en Naomi Taniguchi reden ook de Australiërs Bob Brown (als vervanger van Kenjiro Tanaka) en Tom Phillis voor Honda. Er werden nu punten in twee klassen gescoord. Wat minder opvallend presenteerde een tweede Japanse merk zich: Colleda, de voorloper van Suzuki, stuurde Michio Ichino, Mitsuo Itoh en Toshio Matsumoto om met hun Colleda RT 60 deel te nemen, maar toen Itoh zich tijdens de trainingen blesseerde vond men in Ray Fay een vervanger. MV Agusta won weer alle soloklassen en BMW de zijspanklasse.

## Senior TT
Zeven ronden (425,1 km)
John Surtees leidde de Senior TT van start tot finish en reed een nieuw ronderecord van 104,08 mijl per uur. Met 102,44 mph reed hij ook het eerste racegemiddelde boven de 100 mph. Zijn teamgenoot John Hartle werd op 2½ minuut tweede en de snelste Norton-rijder Mike Hailwood had al 5½ minuut achterstand.
| Pos | Coureur         | Merk      | Tijd      | Punten |
| --- | --------------- | --------- | --------- | ------ |
| 1   | John Surtees    | MV Agusta | 2:12"35'2 | 8      |
| 2   | John Hartle     | MV Agusta | 2:15"14'2 | 6      |
| 3   | Mike Hailwood   | Norton    | 2:18"11'6 | 4      |
| 4   | Tom Phillis     | Norton    | 2:18"59'8 | 3      |
| 5   | Dickie Dale     | Norton    | 2:19"09'8 | 2      |
| 6   | Bob Brown       | Norton    | 2:19"51'4 | 1      |
| 7   | Tony Godfrey    | Norton    | 2:20"44'2 |        |
| 8   | Bob Anderson    | Norton    | 2:21"17'0 |        |
| 9   | Paddy Driver    | Norton    | 2:23"07'8 |        |
| 10  | Ralph Rensen    | Norton    | 2:23"08'0 |        |
| 11  | John Lewis      | Norton    | 2:23"19'0 |        |
| 12  | Roy Ingram      | Norton    | 2:24"53'6 |        |
| 13  | Bill Smith      | Matchless | 2:24"54'8 |        |
| 14  | Peter Middleton | Norton    | 2:25"09'8 |        |
| 15  | Jim Redman      | Norton    | 2:25"18'0 |        |
| 16  | Jack Bullock    | Matchless | 2:25"27'2 |        |
| 17  | Syd Mizen       | Matchless | 2:25"29'8 |        |
| 18  | Derek Powell    | Matchless | 2:25"38'0 |        |
| 19  | George Catlin   | Matchless | 2:25"51'2 |        |
| 20  | Terry Shepherd  | Norton    | 2:27"25'6 |        |
| 23  | Jack Brett      | Norton    | 2:30"13'0 |        |
| 29  | Alberto Pagani  | Norton    | 2:33"44'6 |        |

| Coureur       | Merk      | Oorzaak |
| ------------- | --------- | ------- |
| Ladi Richter  | Norton    |         |
| Mike Duff     | Norton    |         |
| Alan Shepherd | Matchless |         |
| Derek Minter  | Norton    |         |
| Bob McIntyre  | Norton    |         |
| Hugh Anderson | Norton    |         |

| Coureur         | Merk      | Oorzaak    |
| --------------- | --------- | ---------- |
| Rudolf Gläser   | Norton    |            |
| Emilio Mendogni | MV Agusta | Teambeleid |
| Remo Venturi    | MV Agusta | Teambeleid |
| Fumio Ito       | BMW       |            |
| John Hempleman  | Norton    |            |

### Top tien tussenstand 500cc-klasse
| Pos | Coureur       | Merk      | Ptn |
| --- | ------------- | --------- | --- |
| 1   | John Surtees  | MV Agusta | 16  |
| 2   | John Hartle   | MV Agusta | 6   |
| 2   | Remo Venturi  | MV Agusta | 6   |
| 4   | Bob Brown     | Norton    | 5   |
| 5   | Mike Hailwood | Norton    | 4   |
| 6   | Paddy Driver  | Norton    | 3   |
| 6   | Tom Phillis   | Norton    | 3   |
| 8   | Dickie Dale   | Norton    | 2   |
| 8   | Ladi Richter  | Norton    | 2   |
| 10  | Fumio Ito     | BMW       | 1   |

## Junior TT
Zeven ronden (425,1 km)
John Surtees leidde de Junior TT vier ronden lang, maar viel terug toen zijn derde versnelling uitviel. Daardoor won zijn teamgenoot John Hartle. Surtees wist wel Bob McIntyre op diens door Joe Potts geprepareerde AJS Boy Racer voor te blijven.
| Pos | Coureur         | Merk              | Tijd      | Punten |
| --- | --------------- | ----------------- | --------- | ------ |
| 1   | John Hartle     | MV Agusta         | 2:20"28'8 | 8      |
| 2   | John Surtees    | MV Agusta         | 2:22"24'2 | 6      |
| 3   | Bob McIntyre    | Potts Special-AJS | 2:22"50'4 | 4      |
| 4   | Derek Minter    | Norton            | 2:25"05'6 | 3      |
| 5   | Ralph Rensen    | Norton            | 2:28"21'4 | 2      |
| 6   | Bob Anderson    | Norton            | 2:28"25'2 | 1      |
| 7   | Alan Shepherd   | AJS               | 2:28"58'2 |        |
| 8   | John Lewis      | Norton            | 2:29"00'0 |        |
| 9   | Brian Setchell  | Norton            | 2:29"07'4 |        |
| 10  | George Catlin   | AJS               | 2:29"20'0 |        |
| 11  | Syd Mizen       | AJS               | 2:29"26'4 |        |
| 12  | Bill Smit       | AJS               | 2:30"33'2 |        |
| 13  | Eddie Crooks    | Norton            | 2:30"41'0 |        |
| 14  | Paddy Driver    | Norton            | 2:31"15'8 |        |
| 15  | Peter Middleton | Norton            | 2:31"24'0 |        |
| 16  | Roy Ingram      | Norton            | 2:31"33'8 |        |
| 17  | Jack Brett      | Norton            | 2:31"43'8 |        |
| 18  | Derek Powell    | AJS               | 2:31"45'2 |        |
| 19  | Jim Redman      | Norton            | 2:32"02'0 |        |
| 20  | Ray Fay         | AJS               | 2:32"10'2 |        |
| 31  | Alberto Pagani  | Norton            | 2:37"44'8 |        |

| Coureur           | Merk    | Oorzaak   |
| ----------------- | ------- | --------- |
| Tom Phillis       | Norton  |           |
| Dickie Dale       | Norton  |           |
| Mike Hailwood     | AJS     |           |
| Terry Shepherd    | Norton  |           |
| Ernesto Brambilla | Bianchi |           |
| Hugh Anderson     | AJS     | Klepveren |

| Coureur           | Merk      | Oorzaak |
| ----------------- | --------- | ------- |
| Bob Brown         | Norton    |         |
| Frank Perris      | Norton    |         |
| František Šťastný | Jawa      |         |
| John Hempleman    | Norton    |         |
| Gary Hocking      | MV Agusta |         |

### Top tien tussenstand 350cc-klasse

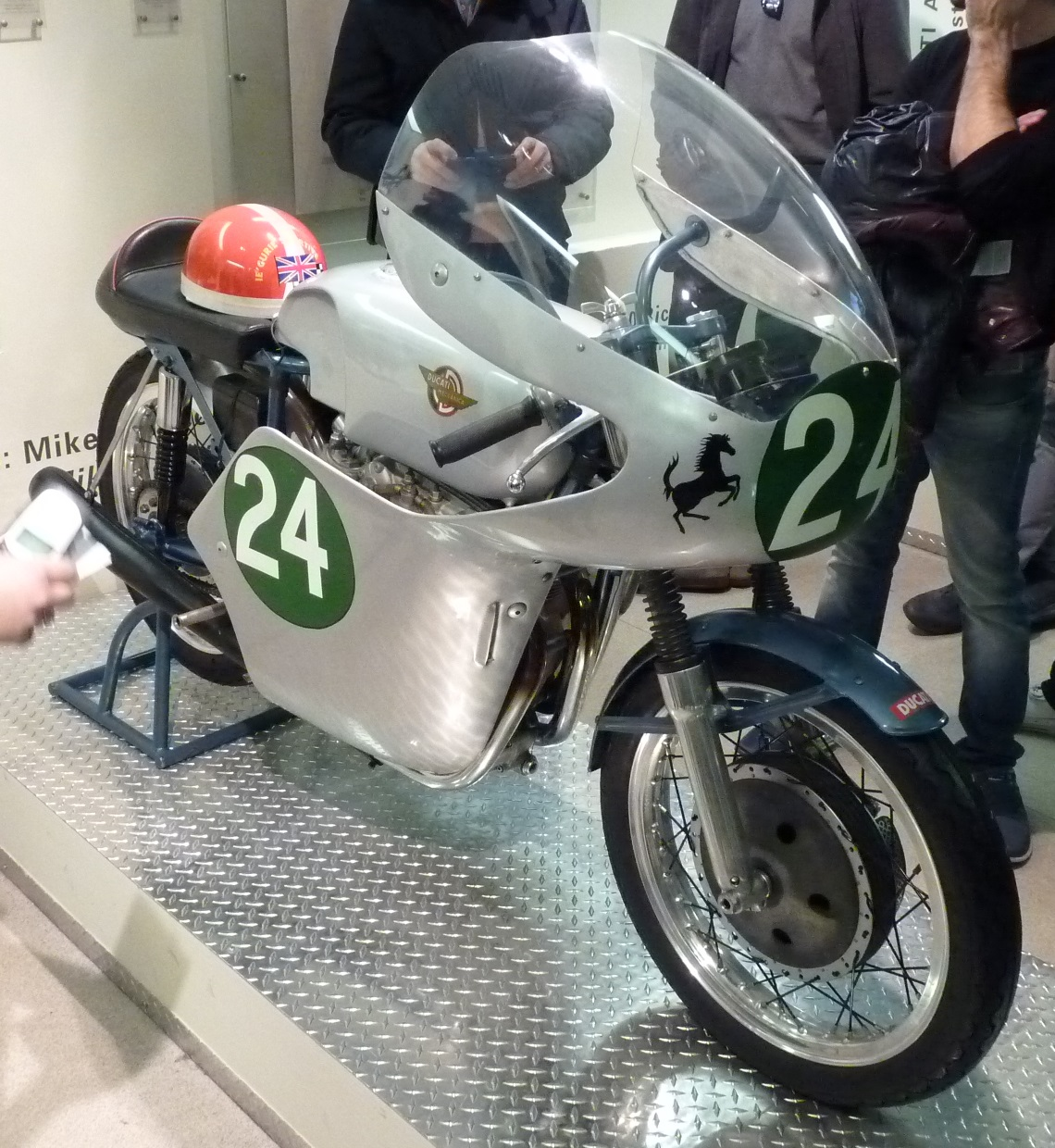
De Ducati 250 Desmo racer was speciaal voor Mike Hailwood gebouwd, maar werd geen succes.

| Pos | Coureur           | Merk              | Ptn |
| --- | ----------------- | ----------------- | --- |
| 1   | John Surtees      | MV Agusta         | 10  |
| 2   | John Hartle       | MV Agusta         | 8   |
| 2   | Gary Hocking      | MV Agusta         | 8   |
| 4   | František Šťastný | Jawa              | 6   |
| 5   | Bob McIntyre      | Potts Special-AJS | 4   |
| 6   | Bob Brown         | Norton            | 3   |
| 6   | Derek Minter      | Norton            | 3   |
| 8   | Paddy Driver      | Norton            | 2   |
| 8   | Ralph Rensen      | Norton            | 2   |
| 10  | Bob Anderson      | Norton            | 1   |
| 10  | Frank Perris      | Norton            | 1   |

## Lightweight TT
Vijf ronden (303,7 km)
Met de nieuwe MV Agusta 250 Bicilindrica werden Gary Hocking en Carlo Ubbiali eerste en tweede in de Lightweight TT, voor Tarquinio Provini op de Moto Morini 250 Bialbero. Daarachter volgden de drie spectaculaire viercilinder Honda RC 161's, waarmee Bob Brown als vierde finisher de snelste was. Brown viel in voor de geblesseerde Kenjiro Tanaka, maar had als enige Honda-rijder al eerder op de Mountain Course geracet. Michael O'Rourke, die tijdens de trainingen zowel bij Windy Corner als bij Creg-ny-Baa gevallen was, werd met zijn door Herman Meier geprepareerde Ariel Arrow verdienstelijk zevende. Dickie Dale verving de geblesseerde Ernst Degner bij MZ, maar haalde de finish niet.
| Pos | Coureur           | Merk      | Tijd      | Punten |
| --- | ----------------- | --------- | --------- | ------ |
| 1   | Gary Hocking      | MV Agusta | 2:00"53'0 | 8      |
| 2   | Carlo Ubbiali     | MV Agusta | 2:01"33'4 | 6      |
| 3   | Tarquinio Provini | Morini    | 2:01"44'6 | 4      |
| 4   | Bob Brown         | Honda     | 2:06"53'8 | 3      |
| 5   | Moto Kitano       | Honda     | 2:18"11'0 | 2      |
| 6   | Naomi Taniguchi   | Honda     | 2:20"41'0 | 1      |
| 7   | Michael O'Rourke  | Ariel     | 2:21"11'0 |        |
| 8   | Luigi Taveri      | MV Agusta | 2:25"34'2 |        |
| 9   | Osvaldo Perfetti  | Bianchi   | 2:25"56'6 |        |
| 10  | Alan Dugdale      | NSU       | 2:27"01'4 |        |
| 11  | Brian Clark       | Ducati    | 2:27"25'0 |        |
| 12  | J. Bacon          | Norton    | 2:28"34'8 |        |
| 13  | John Patrick      | Velocette | 2:28"40'2 |        |
| 14  | K. Holthaus       | NSU       | 2:28"46'4 |        |
| 15  | L. Williams       | LW-Norton | 2:33"31'4 |        |
| 16  | Roly Capner       | BSA       | 2:39"37'8 |        |
| 17  | P. Walsh          | MV Agusta | 2:46"23'6 |        |

| Coureur        | Merk    | Oorzaak         |
| -------------- | ------- | --------------- |
| Tom Phillis    | Honda   | Versnellingsbak |
| Alan Shepherd  | GMS     |                 |
| Bob Anderson   | MZ      |                 |
| Derek Minter   | Bianchi |                 |
| Dickie Dale    | MZ      |                 |
| Mike Hailwood  | Ducati  |                 |
| Ralph Rensen   | NSU     |                 |
| Syd Mizen      | REG     |                 |
| Giichi Suzuki  | Honda   |                 |
| John Hempleman | MZ      |                 |

| Coureur             | Merk             | Oorzaak  |
| ------------------- | ---------------- | -------- |
| Ernst Degner        | MZ               | Blessure |
| Günter Beer         | Adler            |          |
| Fron Purslow        | NSU              | Blessure |
| Tommy Robb          | GMS              | Blessure |
| Alberto Pagani      | Aermacchi/Ducati |          |
| Gilberto Milani     | Honda            |          |
| Kenjiro Tanaka      | Honda            | Blessure |
| Kunimitsu Takahashi | Honda            |          |
| Yukio Satoh         | Honda            |          |
| Jim Redman          | Honda            |          |

### Top tien tussenstand 250cc-klasse

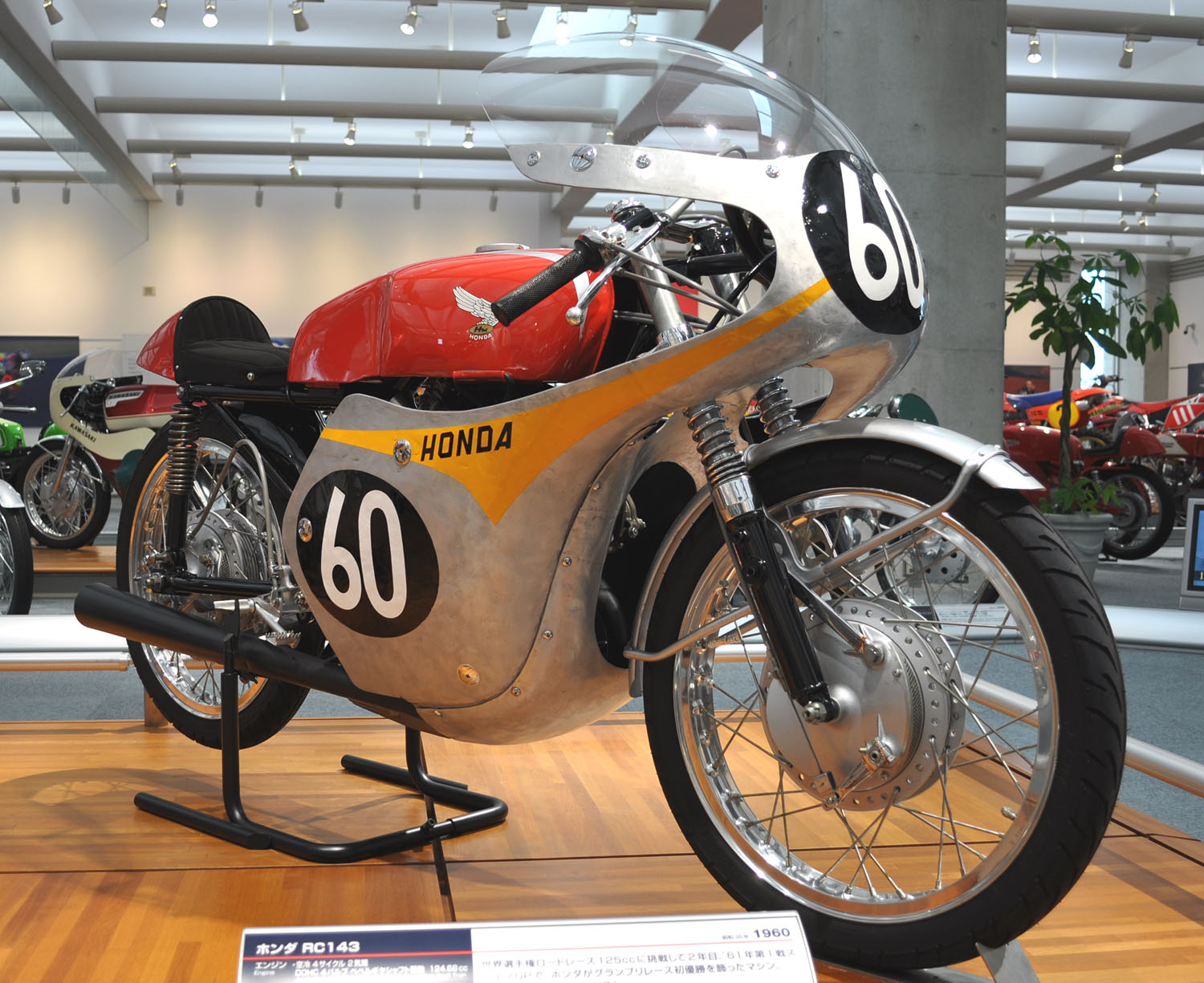
Honda RC 143

Conform wedstrijduitslag

## Ultra-Lightweight TT
Vier ronden (242,9 km)
In de Ultra-Lightweight TT liet Carlo Ubbiali er geen gras over groeien. Al in de eerste ronde met staande start brak hij het ronderecord en hij won voor stalgenoten Gary Hocking en Luigi Taveri. Bob Anderson werd met de MZ RE 125 van de geblesseerde Ernst Degner vijfde, gevolgd door niet minder dan vijf Honda RC 143's. De Colleda RT 60's scoorden bij hun eerste optreden nog geen punten.
| Pos | Coureur           | Merk      | Tijd      | Punten |
| --- | ----------------- | --------- | --------- | ------ |
| 1   | Carlo Ubbiali     | MV Agusta | 1:19"21'2 | 8      |
| 2   | Gary Hocking      | MV Agusta | 1:19"41'0 | 6      |
| 3   | Luigi Taveri      | MV Agusta | 1:21"07'6 | 4      |
| 4   | John Hempleman    | MZ        | 1:21"35'8 | 3      |
| 5   | Bob Anderson      | MZ        | 1:22"00'8 | 2      |
| 6   | Naomi Taniguchi   | Honda     | 1:24"49'0 | 1      |
| 7   | Giichi Suzuki     | Honda     | 1:24"57'4 |        |
| 8   | Sadao Shimazaki   | Honda     | 1:25"02'0 |        |
| 9   | Teisuke Tanaka    | Honda     | 1:25"07'4 |        |
| 10  | Tom Phillis       | Honda     | 1:27"19'2 |        |
| 11  | Gary Dickinson    | Ducati    | 1:30"07'6 |        |
| 12  | Alberto Pagani    | MV Agusta | 1:30"36'8 |        |
| 13  | Jim Redman        | Ducati    | 1:31"00'8 |        |
| 14  | Brian Clark       | Ducati    | 1:32"17'6 |        |
| 15  | Toshio Matsumoto  | Colleda   | 1:34"29'6 |        |
| 16  | Michio Ichino     | Colleda   | 1:37"29'4 |        |
| 17  | Roberto Patrigani | Ducati    | 1:38"36'0 |        |
| 18  | Ray Fay           | Colleda   | 1:40"10'2 |        |
| 19  | Moto Kitano       | Honda     | 1:44"35'8 |        |
| 20  | P. Walsh          | MV Agusta | 1:45"36'2 |        |

| Coureur       | Merk    | Oorzaak |
| ------------- | ------- | ------- |
| Ken Kavanagh  | Ducati  |         |
| Mike Hailwood | Ducati  |         |
| John Grace    | Bultaco |         |

| Coureur             | Merk      | Oorzaak    |
| ------------------- | --------- | ---------- |
| Ernst Degner        | MZ        | Blessure   |
| Tommy Robb          | Ducati    | Blessure   |
| Alberto Gandossi    | MZ        |            |
| Bruno Spaggiari     | MV Agusta | Teambeleid |
| Kunimitsu Takahashi | Honda     |            |
| Mitsuo Itoh         | Colleda   | Blessure   |

### Top tien tussenstand 125cc-klasse
Conform wedstrijduitslag

## Sidecar TT
3 ronden (182,2 km)
Florian Camathias was tamelijk onthand na het vertrek van bakkenist Hilmar Cecco. In de Franse Grand Prix had hij gereden met John Chisnell, maar die stapte nu in het zijspan van zijn vaste rijder Bill Beevers. Camathias vond Robert Fiston bereid om zijn taak over te nemen, aanvankelijk met succes, want ze leidden tot de BMW in de laatste ronde stilviel. Camathias wist toch nog vijfde te worden, maar Helmut Fath/Alfred Wohlgemuth wonnen voor Pip Harris/Ray Campbell en Charlie Freeman/Billie Nelson. Dat was een succes voor Norton, temeer omdat de vierde plaats naar Les Wells/William Cook ging. Alwin Ritter, die weer was herenigd met Edwin Blauth, werd zesde ondanks het gemis van zijn rechterbeen, dat hij bij een verkeersongeval verloren had. Max Deubel viel met de ex-Walter Schneider-BMW RS 54 uit. Ook Fritz Scheidegger/Horst Burkhardt kregen pech, maar finishten nog als elfde.
| Pos | Coureur           | Bakkenist           | Merk    | Tijd      | Punten |
| --- | ----------------- | ------------------- | ------- | --------- | ------ |
| 1   | Helmut Fath       | Alfred Wohlgemuth   | BMW     | 1:20"45'8 | 8      |
| 2   | Pip Harris        | Ray Campbell        | BMW     | 1:22"10'2 | 6      |
| 3   | Charlie Freeman   | Billie Nelson       | Norton  | 1:28"07'2 | 4      |
| 4   | Les Wells         | William Cook        | Norton  | 1:28"22'0 | 3      |
| 5   | Florian Camathias | Robert Fiston       | BMW     | 1:28"58'0 | 2      |
| 6   | Alwin Ritter      | Edwin Blauth        | BMW     | 1:30"21'0 | 1      |
| 7   | Bill Beevers      | John Chisnell       | BMW     | 1:30"47'6 |        |
| 8   | P. Millard        | G. Spence           | Norton  | 1:32"05'8 |        |
| 9   | B. Green          | D. Fynn             | Norton  | 1:33"15'8 |        |
| 10  | Derek Yorke       | G. Mason            | Norton  | 1:33"24'6 |        |
| 11  | Fritz Scheidegger | Horst Burkhardt     | BMW     | 1:33"57'8 |        |
| 12  | J. Bollington     | D. Simpson          | Triumph | 1:34"23'8 |        |
| 13  | T. Jackson        | W. Blair            | Norton  | 1:34"35'4 |        |
| 14  | E. Vincent        | R. Harding          | Norton  | 1:35"16'0 |        |
| 15  | M. Beauvais       | P. Marais           | Norton  | 1:38"04'2 |        |
| 16  | P. Woollett       | C. Campbell         | Norton  | 1:38"08'0 |        |
| 17  | D. Brindley       | J. Waugh            | BSA     | 1:38"18'4 |        |
| 18  | Russ Hackman      | P. Corris           | BSA     | 1:40"08'0 |        |
| 19  | R. Salter         | R. Pirani           | Norton  | 1:41"42'8 |        |
| 20  | Claude Lambert    | Gottfried Rüfenacht | BMW     | 1:42"21'6 |        |

| Coureur    | Bakkenist    | Merk | Oorzaak |
| ---------- | ------------ | ---- | ------- |
| Max Deubel | Horst Höhler | BMW  |         |

| Coureur       | Bakkenist       | Merk   | Oorzaak |
| ------------- | --------------- | ------ | ------- |
| Edgar Strub   | Hilmar Cecco    | BMW    |         |
| Otto Kölle    | Dieter Hess     | BMW    |         |
| Jo Rogliardo  | Marcel Godillot | BMW    |         |
| Bill Boddice  | Graham Stokes   | Norton |         |
| Jackie Beeton | Eddie Bulgin    | BMW    |         |

### Top tien tussenstand zijspanklasse
| Pos | Coureur           | Bakkenist                      | Merk   | Ptn |
| --- | ----------------- | ------------------------------ | ------ | --- |
| 1   | Helmut Fath       | Alfred Wohlgemuth              | BMW    | 16  |
| 2   | Florian Camathias | John Chisnell en Robert Fiston | BMW    | 6   |
| 2   | Pip Harris        | Ray Campbell                   | BMW    | 6   |
| 2   | Fritz Scheidegger | Horst Burkhardt                | BMW    | 6   |
| 5   | Charlie Freeman   | Billie Nelson                  | Norton | 4   |
| 6   | Max Deubel        | Horst Höhler                   | BMW    | 3   |
| 6   | Les Wells         | William Cook                   | Norton | 3   |
| 8   | Edgar Strub       | Hilmar Cecco                   | BMW    | 2   |
| 9   | Alwin Ritter      | Emil Hörner                    | BMW    | 1   |
| 9   | Jo Rogliardo      | Marcel Godillot                | BMW    | 1   |

## Trivia

### Schuiven met motoren
In de trainingen waren er veel valpartijen, vooral bij Creg-ny-Baa, Windy Corner, Bungalow en Glen Vine, waardoor een aantal coureurs geblesseerd raakte, zoals Ernst Degner, Mitsuo Itoh, Fron Purslow, Tommy Robb en Kenjiro Tanaka. Dit waren allemaal fabriekscoureurs of gesponsorde rijders en de staleigenaren zagen hun machines wel graag starten:
- Ernst Degner werd bij MZ vervangen door Dickie Dale in de Lightweight TT en door Bob Anderson in de Ultra-Lightweight TT. Dale had ingeschreven met een Benelli 250 Bialbero, die uiteindelijk niet aan de start kwam.
- Mitsuo Itoh werd bij Colleda vervangen door Ray Fay.
- Fron Purslow's NSU ging naar Ralph Rensen.
- Tommy Robb's Ducati werd aangeboden aan Ray Fay, die dit aanbod accepteerde tot hij een nieuw aanbod kreeg om op de Colleda RT 60 van Itoh te rijden, waarna de 125cc-Ducati werd bestuurd door Brian Clark. Robb's 250cc-GMS ging naar Alan Shepherd.
- Kenjiro Tanaka werd bij Honda vervangen door Bob Brown

### Prototypen
Tijdens de trainingen verscheen er ook een 250cc-Yamaha, die op privébasis was ingeschreven. Daarom ging het waarschijnlijk niet om een eerste prototype van de Yamaha RD 48, maar om een Yamaha YDS-1-straatmotor. Eddie Crooks trainde met een eerste uitvoering van het Norton-Lowboy frame, maar startte waarschijnlijk met featherbed frames.